# Amplifier
Amplifier es una banda inglesa de rock progresivo, procedente de Manchester. La formación se mantiene estable desde sus inicios que se remontan a 1999 y está integrada por el cantante y guitarrista Sel Balamir, el bajista Neil Mahony y el batería Matt Brobin. En 2004 la banda sacó su primer álbum titulado Amplifier con la discográfica Music for Nations. En 2006 publican su segundo disco Insider, esta vez con el sello alemán SPV. En 2008 debido a las malas experiencias con las disqueras prescinden de ella, y componen su tercer y último disco, The Octopus en 2011, después de más de 2 años de proceso creativo. Es una de las bandas más respetadas y reconocidas en el ámbito progresivo internacional.

## Historia

### Formación y primer álbum (1998-2006)
En 1998 giraron y fueron grabando demos y enviando promo CD a sellos y prensa. En 2002 ficharon por la discográfica inglesa Music for Nations, y tocaron junto a Deftones en el Machester Apollo. Hasta dos singles fueron lanzados 'The Consultancy' y 'Neon'. El 6 de junio de 2004 lanzan su primer álbum homónimo, que es muy bien recibido por medios y críticos. Una edición digipack con 3 canciones extra ('Drawing No1', 'Drawing No2' y 'Half Life') fue puesta a la venta poco después.
El sello fue absorbido por Sony, a la cual solo le interesaban las bandas que vendiesen, aunque debido a las buenas críticas, Amplifier fue la única banda con público minoritario que no echaron, pero rechazaron quedarse. Después de comprar los derechos de su álbum fueron en busca de una nueva discográfica. 
En 2005 se unieron al sello germano SPV con el cual reeditaron su álbum debut (con un segundo disco que contenía tres caras b y 'Half-Life' y vídeos para sus dos únicos singles) e hicieron una gira extensiva en Europa. El 17 de octubre del mismo año sacan un EP 'The Astronaut Dismantles HAL' que contenía 6 canciones y una canción oculta, 'Everyday Combat' fue la canción que eligieron para promocionarlo en radios, y se hizo un vídeo para el tema. En 2006 tocan en numerosos festivales incluyendo el escenario principal del Download Festival de Reino Unido.

### Segundo álbum (2006-2007)
La discográfica les presiona para que saquen su segundo LP, y les da un mes para medio componerlo y grabarlo. Su segundo álbum, titulado Insider, contenía 12 canciones, que fueron publicadas en su MySpace antes de que saliera. Lo lanzaron el 29 de septiembre en Alemania y Austria y el 2 de octubre en el resto de Europa. 'Procedures' fue elegida para promocionarlo, pero no hubo ningún single. En su tour europeo, en un show de Múnich, grabaron el vídeo para este tema. Después de su propia gira, telonearon a Opeth en su tour europeo y a comienzos del 2007 fueron teloneados por la banda sueca Cloudride. También fueron los teloneros de Porcupine Tree en su gira inglesa en abril de 2007.

### Rechazo a las discográficas y The Octopus (2008-Actualidad)
En 2007 se salieron de su discográfica por su descontento general con la industria musical y malas experiencias, como perder las navidades por la grabación de Insider. Forman un sello llamado 'Ampcorp'.
En marzo de 2008, Amplifier informa que están grabando dos álbumes simultáneamente. A mediados de 2009 ponen a la venta un EP llamado 'Eternity' con canciones antiguas,recaudando así dinero para su tercer álbum. En enero de 2010 cambian sus planes y deciden combinar ambos álbumes en un doble álbum, llamado The Octopus, que supera las dos horas de duración con 8 canciones cada disco. El álbum sale a la venta el 21 de enero de 2011 con críticas muy positivas. También sacan en formato digital, Fractal, un EP para los primeros compradores del disco, aunque ahora está libre de escucha en Bandcamp. Actualmente la banda se encuentra de gira junto al guitarrista Steve Durose de los ahora extintos Oceansize, y ya han tocado en festivales como 'High Voltage' o 'Sonisphere' En octubre publican el vídeo de 'Planet of Insects'. 

## Estilo
Se los suele encuadrar en el género del rock progresivo o New Prog, aunque presentan muchas influencias del rock alternativo,sobre todo en su primer álbum, del stoner rock, también presentan características del space rock con la cantidad de pedales de efectos que utilizan e influencias de bandas tales como Tool, Soundgarden o Kyuss pero no perdiendo ni identidad ni personalidad en su trabajo.

## Miembros

### Miembros actuales
- Sel Balamir - Guitarra, voces
- Neil Mahony - Bajo, coros
- Matt Brobin - Batería
- Steve Durose - Guitarra, coros (desde la gira de The Octopus)

## Discografía

### Álbumes
- 2004: Amplifier
- 2006: Insider
- 2008: Eternity
- 2011: The Octopus
- 2013: Echo Street
- 2014: Amplifier’s Mystoria
- 2017: Trippin´ with Dr. Faustus

### EP
- 1999: Demo
- 2005: The Astronaut Dismantles HAL
- 2009: Eternity
- 2011: Fractal

### Singles
- 2003: "The Consultancy"
- 2004: "Neon"
- 2005: "Everyday Combat" (Radio promo)
- 2006: "Procedures" (Radio promo)